# Servicio de alojamiento de archivos

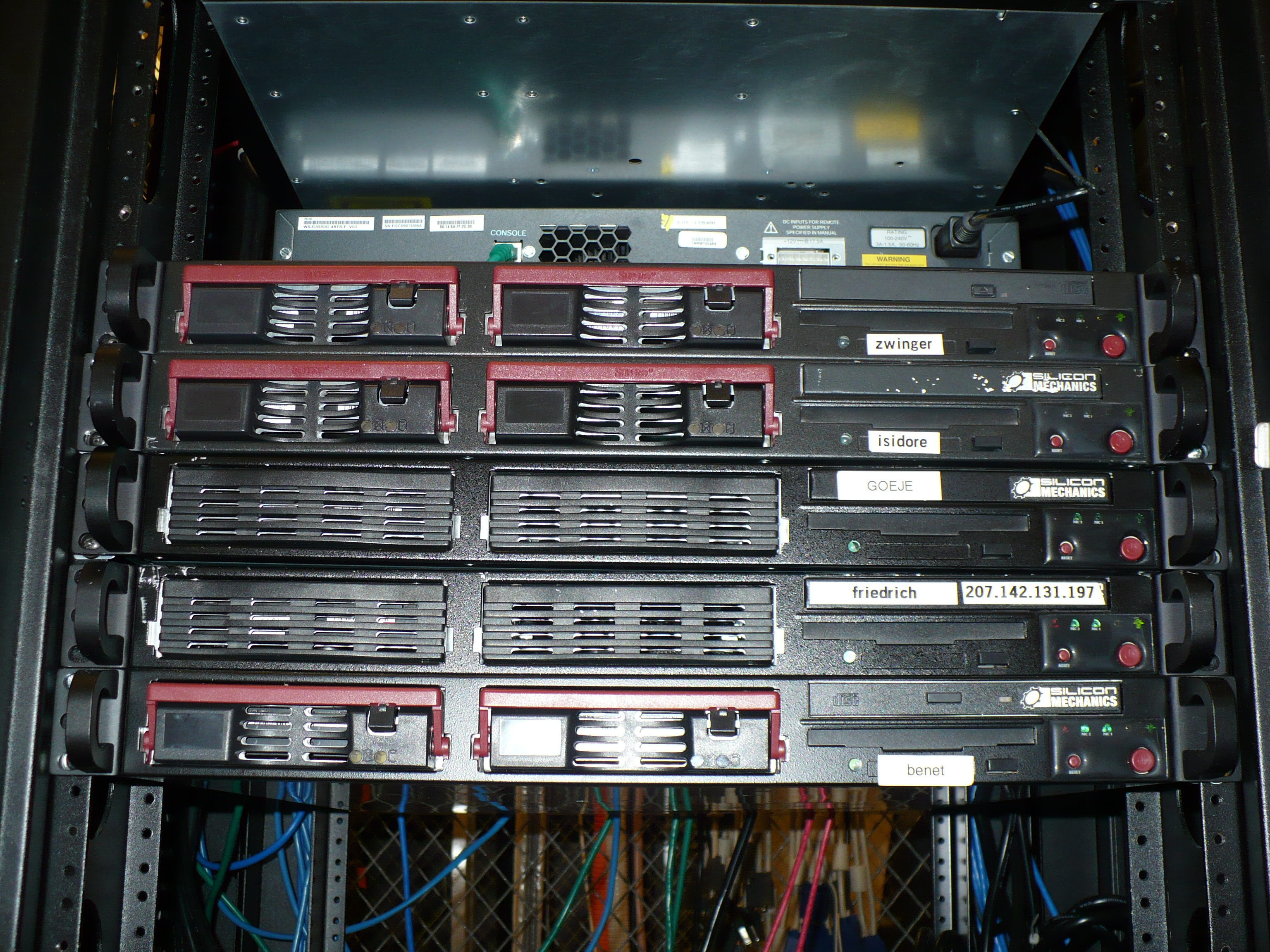
Fotografía de algunos servidores de datos de Wikipedia.

Es un servicio de alojamiento de archivos, servicio de almacenamiento en la nube o proveedor de almacenamiento de archivos en Grupo es un servicio de alojamiento en Internet diseñado específicamente para alojar archivos de usuarios. Permite a los usuarios subir archivos a los que se puede acceder a través de Internet después de proporcionar un nombre de usuario y una contraseña u otra Opcional. Normalmente, los servicios permiten el acceso HTTP y a veces el acceso FTP. Los servicios relacionados son los de alojamiento de contenidos (por ejemplo, vídeo e imagen), almacenamiento virtual y copia remota.

## Uso

### Almacenamiento de archivos personales
Los servicios de almacenamiento de archivos personales se dirigen a particulares y ofrecen una especie de “almacenamiento en red” para realizar copias de seguridad personales, acceder a archivos o distribuirlos. Los usuarios pueden subir sus archivos y compartirlos públicamente o mantenerlos protegidos por contraseña.
Los servicios de intercambio de documentos permiten a los usuarios compartir y colaborar en archivos de documentos. Inicialmente, estos servicios se dirigían a archivos como PDF, documentos de procesadores de texto y hojas de cálculo. Sin embargo, muchos servicios de almacenamiento remoto de archivos están ahora orientados a permitir a los usuarios compartir y sincronizar todo tipo de archivos en todos los dispositivos que utilicen.

### Servicios de sincronización e intercambio de archivos
Los servicios de sincronización e intercambio de archivos son servicios de alojamiento de archivos que permiten a los usuarios crear carpetas especiales en cada uno de sus ordenadores o dispositivos móviles. A continuación, el servicio se sincroniza para que aparezca en la misma carpeta, independientemente del dispositivo que la vea. Los archivos colocados en esta carpeta también suelen ser accesibles a través de un sitio web y aplicaciones móviles, y pueden compartirse fácilmente con otros usuarios para su visualización o colaboración.
Estos servicios se han hecho populares a través de productos de consumo como OneDrive y Google Drive.

### Caché de contenidos
Los proveedores de contenidos que pueden encontrarse con problemas de congestión del ancho de banda pueden utilizar servicios especializados en la distribución de contenidos en caché o estáticos. Es el caso de las empresas con una importante presencia en Internet.

## Gastos de almacenamiento
Algunos servicios de almacenamiento de archivos en línea ofrecen espacio por gigabyte y a veces incluyen un componente de coste de ancho de banda. Por lo general, estos se cobran mensual o anualmente. Algunas empresas ofrecen el servicio de forma gratuita, dependiendo de los ingresos por publicidad.[cita requerida] Algunos servicios de alojamiento no limitan el espacio que puede consumir la cuenta del usuario. Algunos servicios requieren la descarga de un software que hace que los archivos sólo estén disponibles en los ordenadores que tienen ese software instalado, y otros permiten a los usuarios recuperar los archivos a través de cualquier navegador web. Con el aumento del espacio de la bandeja de entrada que ofrecen los servicios de correo web, muchos usuarios han empezado a utilizar su servicio de correo web como una unidad de disco en línea. Algunos sitios ofrecen almacenamiento gratuito e ilimitado de archivos, pero tienen un límite en el tamaño de estos. Algunos sitios ofrecen capacidad de almacenamiento en línea adicional a cambio de la recomendación de nuevos clientes.

## Alojamiento con un solo clic
El alojamiento con un solo clic, a veces denominado ciber casillero o casillero digital, describe generalmente los servicios web que permiten a los usuarios de Internet cargar fácilmente uno o más archivos desde sus discos duros (o desde una ubicación remota) en el servidor del alojamiento con un solo clic de forma gratuita.
La mayoría de estos servicios devuelven una URL que se puede dar a otras personas, que pueden recuperar el archivo más tarde. En muchos casos, estas URL son predecibles, lo que permite un posible uso indebido del servicio. A partir de 2005, la popularidad de estos sitios ha aumentado drásticamente y, en consecuencia, muchos de los sitios más pequeños y menos eficientes han fracasado. Aunque el alojamiento con un solo clic puede utilizarse para muchos fines, este tipo de intercambio de archivos ha llegado a competir, hasta cierto punto, con los servicios de intercambio de archivos P2P. 
Los sitios ganan dinero a través de la publicidad o cobrando por servicios prémium, como el aumento de la capacidad de descarga, la eliminación de las restricciones de espera que pueda tener el sitio o la prolongación del tiempo de permanencia de los archivos cargados en el sitio. Los servicios prémium incluyen descargas ilimitadas, sin esperas, velocidad máxima de descarga, etc. Muchos de estos sitios implementan un CAPTCHA para evitar la descarga automática. Hay varios programas que ayudan a descargar archivos de estos alojadores de un solo clic; algunos ejemplos son JDownloader, FreeRapid, Mipony, Tucan Manager y CryptLoad.

## Comparación de servicios de alojamiento
Esta tabla compara las diferentes características de algunos de los servicios de alojamiento inmediato de archivos en Internet.
| Servicio           | Idioma      | Tamaño máximo                          | Acceso directo | Tráfico/Ancho de banda límite                                    | Caducidad                           | Notas | Carga remota                                    | Borrado de archivos |
| ------------------ | ----------- | -------------------------------------- | -------------- | ---------------------------------------------------------------- | ----------------------------------- | --- | ----------------------------------------------- | ------------------- |
| Mega               | Multilingüe | 20 GB (gratis) Hasta 16 TB (premium)   | Sí             | Automático y configurable                                        | Nunca                               | Reanudar descargas interrumpidas es posible. Es posible ver el interior de un archivo comprimido.        | Sí tiene, se puede usar la aplicación MEGAsync. | Sí                  |
| MediaFire          | Multilingüe | 10 GB (gratis) 50 GB (premium)         | Sí             | Ninguno                                                          | Nunca                               | Reanudar descargas interrumpidas es posible.                                                             | Solo usuarios premium                           | Sí                  |
| GIGABOX            | Inglés      | 512GB-Ilimitado (premium)              | No             | Hasta 2 descargas paralelas soportadas por el usuario registrado | Nunca                               | | No                                              | Sí                  |
| Tempfiles          | Multilingüe | 500 MB (gratis)                        | Sí             | Ninguno                                                          | 2 días                              | Se pueden subir archivos desde correo electrónico.                                                       | No tiene.                                       | No                  |
| Google Drive       | Multilingüe | 15 GB (gratis) 100 GB - 2 TB (premium) | Sí             | 40 MB/s                                                          | Nunca                               | Se pueden añadir extensiones para poder previsualizar archivos que usualmente Google Drive no puede ver. | Es gratis.                                      | Sí                  |
| SendSpace          | Inglés      | 100 GB - 500 GB (premium)              | Sí             | Ninguno.                                                         | 30 días de inactividad (no-premium) | Ver el FAQ Casi siempre está saturado y no funciona para usuarios gratuitos                              | Solo usuarios premium                           | Sí                  |
| Sugarsync          | Multilingüe | 100 GB - 1 TB (premium)                | Sí             | Ninguno                                                          | Nunca                               | | Sí                                              | Sí                  |
| Litterbox          | Inglés      | 1 GB en adelante (Gratis)              | Sí             | Ilimitado.                                                       | 1 hora / 12 horas / 1 día / 3 días  | Algo único es que la caducidad del archivo se puede elegir.                                              | No                                              | No                  |
| Dropbox            | Multilingüe | 2 GB (gratis) 5 TB (premium)           | Sí             | Ninguno.                                                         | Nunca                               | Es necesario descargar el programa                                                                       | Sí                                              | Sí                  |
| Microsoft OneDrive | Multilingüe | 5 GB (gratis) 100 GB - 6 TB (premium)  | Sí             | Ninguno.                                                         | Nunca                               | Algunos planes contienen varias aplicaciones de Microsoft como aplicaciones de Office y Defender.        | Sí                                              | Sí                  |
| LobFile            | Inglés      | 500 MB (gratis) 2 GB - 25GB (premium)  | Sí             | Ninguno.                                                         | Nunca                               | | No                                              | Sí                  |
| Catbox             | Inglés      | 200MB en adelante (gratis)             | Sí             | Ilimitado.                                                       | Nunca                               | Se pueden crear álbumes que consisten en diferentes archivos en un enlace.                               | No                                              | No                  |

1. ↑  La comparación excluye como insignificantes los proveedores con tamaño máximo de archivo por debajo de 50 MiB.
2. ↑  Para usuarios gratuitos usualmente un acceso directo no es posible. Existe un tiempo de espera.
3. ↑  Para usuarios registrados usualmente no hay vencimiento.
4. ↑  www.sendspace.com/faqs.html SendSpace FAQ.